# Semat
Semat – kobieta żyjąca podczas panowania I dynastii, żona faraona Dena.